# Michel Bertschus
Michel Bertschus (* 29. Juli 1883 in Dargusz-Miszeiken, Kreis Memel (seit 1897 eingemeindet zu Truschellen; heute Trušeliai im Bezirk Klaipėda); † 1943) war ein sozialdemokratischer Politiker und Abgeordneter im Memelland.

## Leben
Bertschus, war der Sohn des Landarbeiters Janis Bertschus und dessen Ehefrau Barbe geborene Esins. Er war zunächst in der Landwirtschaft tätig, bevor er ab 1907 als Industriearbeiter in einer Holzbearbeitungsfabrik arbeitete. Im gleichen Jahr heiratete er in Wittauten (heute Vytautai) Annike geborene Mey (* 1877). Im Ersten Weltkrieg wurde er 1914 eingezogen, 1915 verwundet und gefangen genommen und 1916 dann ausgetauscht. 1917 wurde er Sekretär im Holzarbeiterverband und in der Novemberrevolution Mitglied des Arbeiter- und Soldatenrats. 1920 kam er ins Memeler Stadtparlament und arbeitete in der städtischen Fürsorgestelle für Kriegsbeschädigte.
1925, 1927 und 1930 wurde Bertschus als Abgeordneter der Sozialdemokratischen Partei des Memelgebietes (SDPM) in den Seimelis, den memelländischen Landtag, gewählt. Von 1927 bis 1930 war er zweiter Vizepräsident des Landtages.